# Растодер, Эльмин
Эльмин Растодер (нем. Elmin Rastoder; род. 7 октября 2001, Ветцикон) — швейцарский футболист, нападающий клуба «Грассхоппер».

## Игровая карьера
Растодер присоединился к академии клуба «Грассхоппер» в 2017 году и играл в молодёжной команде. В сезоне 2021—22 Первой лиги он забил 13 голов в 26 матчах за команду «Грассхоппер» U21.
Дебютировал за первую команду «Грассхоппера» 16 октября 2020 года в матче против «Ксамакса» в Челлендж-лиге. Дебютировал в швейцарской Суперлиге 20 марта 2022 года в матче против клуба «Базель», когда на последние десять минут игры он вышел на замену. 7 апреля 2022 года он продлил свой контракт с «Грассхоппер» до 2024 года. В сезоне 2022/2023 перешёл в лихтенштейнский «Вадуц» на правах аренды до конца сезона. Дебютировал за клуб 15 июля 2022 года против «Арау» в Челлендж-лиге, заменив Тунахана Чичека на 60-й минуте. Затем, 21 июля 2022 года дебютировал в еврокубках против словенского «Копера», вновь заменив автора единственного гола в матче Тунахана Чичека на 83-й минуте матча. По окончании аренды вернулся в «Грассхоппер».

## Статистика
| Клуб          | Сезон   | Лига                           | Лига  | Лига | Кубок страны | Кубок страны | Кубок лиги | Кубок лиги | Еврокубки | Еврокубки | Всего | Всего |
| Клуб          | Сезон   | Дивизион                       | Матчи | Голы | Матчи        | Голы         | Матчи      | Голы       | Матчи     | Голы      | Матчи | Голы  |
| ------------- | ------- | ------------------------------ | ----- | ---- | ------------ | ------------ | ---------- | ---------- | --------- | --------- | ----- | ----- |
| Грассхоппер-2 | 2019-20 | Швейцарская Первая лига        | 11    | 3    | —            | —            | —          | —          | —         | —         | 11    | 3     |
| Грассхоппер-2 | 2020-21 | Швейцарская Первая лига        | 11    | 3    | —            | —            | —          | —          | —         | —         | 11    | 3     |
| Грассхоппер-2 | 2021-22 | Швейцарская Первая лига        | 28    | 13   | —            | —            | —          | —          | —         | —         | 28    | 13    |
| Грассхоппер   | 2020-21 | Челлендж-лига                  | 1     | 0    | —            | —            | —          | —          | —         | —         | 1     | 0     |
| Грассхоппер   | 2021-22 | Чемпионат Швейцарии по футболу | 2     | 0    | —            | —            | —          | —          | —         | —         | 2     | 0     |
| Вадуц (→ )    | 2022-23 | Челлендж-лига                  | 17    | 4    | 2            | 4            | —          | —          | 8         | 1         | 24    | 7     |
| Всего         | Всего   | Всего                          | 70    | 23   | 2            | 4            | —          | —          | 8         | 1         | 80    | 28    |

1. ↑  Включая два матча плей-офф на повышение.
2. ↑  Выступления в Кубке Лихтенштейна 2022-23.
3. ↑  Выступления в отборочном и групповом этапах Лиги Европы УЕФА